# Korea National League 2013
Die Korea National League 2013 war die elfte Spielzeit der dritthöchsten südkoreanischen Fußballliga unter diesem Namen. Gespielt wurde in 3 Runden. Zur neuen Saison gab es einige Veränderungen. Ulsan Hyundai Mipo Dolphins FC konnte den Titel gewinnen.

## Veränderung zur Vorsaison

### Beitritt zur K League Challenge
- Die Korea National League wurde dritthöchste Liga. Über ihr ist nun die neugegründete K League Challenge
- Ansan H FC nannte sich in Goyang Hi FC um und trat der K League Challenge bei
- Chungju Hummel FC trat der K League Challenge bei
- Suwon City FC nannte sich in Suwon FC um und trat ebenfalls der K League Challenge bei

### Aufgelöste Vereine
- Goyang KB Kookmin Bank FC löste sich nach Ende der letzten Saison auf

### Umbenannte Vereine
- Daejeon KHNP FC zog nach Gyeongju und nannte sich in Gyeongju KHNP FC um

## Abschlusstabellen

### Endtabelle
| Pl. | Verein                              | Sp. | S  | U  | N  | Tore    | Diff. | Punkte |
| --- | ----------------------------------- | --- | -- | -- | -- | ------- | ----- | ------ |
| 1.  | Ulsan Hyundai Mipo Dolphins FC (M)  | 27  | 15 | 6  | 6  | 044:250 | +19   | 51     |
| 2.  | Incheon Korail FC                   | 27  | 12 | 9  | 6  | 042:320 | +10   | 45     |
| 3.  | Changwon City FC                    | 27  | 10 | 8  | 9  | 030:320 | −2    | 38     |
| 4.  | Gyeongju KHNP FC                    | 27  | 9  | 10 | 8  | 029:260 | +3    | 37     |
| 5.  | Gimhae City FC                      | 27  | 8  | 12 | 7  | 032:310 | +1    | 36     |
| 6.  | Mokpo City FC                       | 27  | 10 | 6  | 11 | 034:360 | −2    | 36     |
| 7.  | Busan Transportation Corporation FC | 27  | 9  | 7  | 11 | 026:290 | −3    | 34     |
| 8.  | Gangneung City FC                   | 27  | 8  | 9  | 10 | 033:360 | −3    | 33     |
| 9.  | Yongin City FC                      | 27  | 8  | 8  | 11 | 037:380 | −1    | 32     |
| 10. | Cheonan City FC                     | 27  | 6  | 5  | 16 | 029:510 | −22   | 23     |

| Zum Saisonende 2013: |                                                  |
| Qualifikation als Meister für das Meisterschafts-Finale Qualifikation als zweiter für das Halbfinale der Meisterschafts-Runde Qualifikation für die 1. Runde der Meisterschafts-Runde |                                                  |
| (M) | Vorjahresmeister: Ulsan Hyundai Mipo Dolphins FC |

## Meisterschafts-Runde
An der Meisterschafts-Runde nahmen die besten 4 Teams teil. In der 1. Runde spielte die 3.- gegen den 4. Platzierten. Der Gewinner dieser Runde spielt gegen den 2. Platzierten im Halbfinale um den Einzug in das Meisterschafts-Finale. Der Siegere dieses Spieles spielte im Finale gegen den 1. Platzierten. Der Gewinner des Finales wurde Korea-National-League-Meister. Die Spiele wurden zwischen den 6. bis 23. November ausgetragen.

### 1. Runde
|                  | Gesamt |                  | Hinspiel | Rückspiel |
| ---------------- | ------ | ---------------- | -------- | --------- |
| Changwon City FC | 2:5    | Gyeongju KHNP FC | 0:2      | 2:3       |

### Halbfinale
|                   | Gesamt |                  | Hinspiel | Rückspiel |
| ----------------- | ------ | ---------------- | -------- | --------- |
| Incheon Korail FC | 1:5    | Gyeongju KHNP FC | 0:1      | 1:4       |

### Finale
|                                | Gesamt |                  | Hinspiel | Rückspiel |
| ------------------------------ | ------ | ---------------- | -------- | --------- |
| Ulsan Hyundai Mipo Dolphins FC | 3:2    | Gyeongju KHNP FC | 1:1      | 2:1       |

### Gewinner
| Meister Korea National League 2013 |
| ---------------------------------- |
| Ulsan Hyundai Mipo Dolphins FC     |
| 4. Titel                           |

## Belege
- Spielberichte